# 劳斯多夫
劳斯多夫是德国图林根州的一个市镇。总面积3.16平方公里，总人口182人，其中男性95人，女性87人（2011年12月31日），人口密度58人/平方公里。